# Hemiepes
Der Hemiepes (griech. „halber epischer Vers“; Plural Hemiepes) ist in der antiken Verslehre der erste Teil des epischen Hexameters bei Penthemimeres:
—◡◡—◡◡◠
Er kann daher als katalektischer daktylischer Trimeter interpretiert werden und entspricht dem Archilochius minor, spielt somit auch eine Rolle in archilochischen Strophen und ist darüber hinaus wesentliches Bauelement daktyloepitritischer Verse (insbesondere bei Pindar und Bakchylides), wo er in der Kurznotation von Paul Maas mit D bezeichnet wird.
Weiter kann der daktylische Pentameter als aus zwei Hemiepes bestehend gesehen werden.
In stichischer Form erscheint er nur in der spätlateinischen Dichtung bei Ausonius.